# 매직 서클
매직 서클(Magic Circle)은 영국 런던의 5대 대형로펌을 말한다.
전세계의 법정변호사는 13세기, 사무변호사는 19세기 영국의 제도가 기원이다. 영국이 산업혁명을 이루면서, 20세기까지 세계 최강대국인 대영제국이 되었으며, 이를 통해 영국 런던의 금융과 법률 시스템이 전세계로 퍼졌다.
현재 영국 로펌은 한국의 법무사에 해당하는 사무변호사(solicitor)가 소속 변호사의 대부분을 차지한다. 매직 서클(Magic Circle)에 속하는 슬로터 앤 메이(Slaughter & May), 프레쉬필즈 브룩하우스 데링거(Freshfields Bruckhaus Deringer), 클리포드 찬스, 링클레이터스, 알런 앤 오버리(Allen & Overy)가 일류 영국 로펌들이다.

## 같이 보기
- 4대 회계사무소